# Science Fiction and Fantasy Writers of America
Science Fiction and Fantasy Writers of America (SFWA, ursprungligen Science Fiction Writers of America) är en ideell organisation som verkar för att stödja författare inom dessa genrer. Organisationen utgörs av författare inom fältet, men organisationen har även plats för agenter, redaktörer och recensenter inom fältet. För närvarande har SFWA cirka 1 500 medlemmar.
SFWA delar årligen ut Nebulapriset, men driver även Writer Beware, en sida som tipsar och varnar författare för till exempel tvivelaktiga agenter och tidskrifter.